# 22-я мотострелковая дивизия внутренних войск НКВД
22-я мотострелковая дивизия внутренних войск НКВД СССР или 22-я мотострелковая дивизия оперативных войск НКВД СССР — воинское соединение НКВД СССР в Великой Отечественной войне

## История дивизии
Развёрнута 23 июня 1941 года в Риге в соответствии с мобилизационным планом на базе 5-го мотострелкового полка оперативных войск НКВД СССР, имела личного состава 3904 человека. Однако, в соответствии с планом, дивизия должна была быть развёрнута в составе 1-го, 3-го и 5-го мотострелковых полков НКВД, но 1-й полк дислоцировался в Каунасе, был втянут в боевые действия и не смог соединиться с основными силами дивизии. 3-й полк дислоцировался в Таллине и также не смог войти в состав дивизии. 5-й мотострелковый полк на 22 июня 1941 года возвращался из Барановичей в Ригу, попал под налёт, к 18-00 сосредоточился в городе. В составе действующей армии с 23 июня 1941 по 5 января 1942 года.
C 27 июня по 1 июля 1941 года дивизия, вместе с остатками 10-й стрелковой дивизии обороняет Ригу. Уже 27 июня противник с целью захвата мостов через Даугаву бросил отряд пехоты, усиленный 6 танками, лёгкой артиллерией и миномётами. Танки противника были уничтожены огнём 5-го мотострелкового полка.
28 июня части дивизии заняли оборону: 83-й полк и Красногвардейский полк по берегу Даугавы, 155-й конвойный батальон оборонял узкое дефиле и мост через реку Югла, 5-й мотострелковый полк вёл борьбу с десантными группами противника. Артиллерийская батарея, пулемётная рота и танковая рота находились в распоряжении 83-го полка.
В 7:40 29 июня подразделения 83-го полка вступили в бой с передовыми частями противника, поддержанными 5 танками, два из которых были уничтожены, а три отброшены на левый берег. В 12:00 передовые части немецкого 185-го пехотного полка прорвались через Рижский мост. Силами дивизии, совместно с силами 10-й стрелковой дивизии, части противника были уничтожены. В 2:00 30 июня стало известно, что противник переправился через Даугаву у Крустпилса и потеснил советские части в направлении Гулбене. В 3-00 из Красногвардейского полка поступило донесение о том, что противник, переправившись в 15 километрах юго-восточнее Риги, смял ополченческий батальон и продвигается вдоль Московского шоссе в направлении Риги. 155-й конвойный батальон, оборонявший переправы через реку Югла, подвергся массированному авианалёту, в результате которого конвойный батальон понёс большие потери и был отведён для приведения в порядок.
С 30 июня по 1 июля, подорвав железнодорожный, автомобильный и понтонный мосты, дивизия была вынуждена оставить город. Со 2 по 3 июля дивизия, подвергаясь массированному артобстрелу и авианалётам, вела бои обороняя Сигулду, оставила ей и отступала с боями по маршруту Цесис, Валмиера, Стренчи, Валга. К 6 июля, отступив, заняла оборону в районе Вильянди. 7 июля 155-й отдельный батальон конвойных войск убыл в Псков.
8 июля дивизия вновь вступила в бой, поддерживаемая 47-м корпусным артиллерийским полком, имея противником 61-ю пехотную дивизию. Оборона дивизии не была прорвана, но противник обошёл дивизии, которая ночью оставила город, отошла за реку Наваст. 11 июля в состав дивизии включён 320-й стрелковый полк из состава 11-й стрелковой дивизии и на этот день дивизия вела бои южнее Тюри в районе станции Выхма. К утру 13 июля дивизия заняла позиции на окраинах Тюри, и перешла в контрнаступление, имевшее сравнительный успех. На 14 июля дивизия насчитывала в своём составе около 1000 человек. Затем давление на участке дивизии несколько ослабло до 22 июля, когда вражеские войска вновь нанесли удар. Дивизия в течение двух дней вела ожесточённые бои на подступах к городу, после чего была вынуждена его оставить, затем контратакой вновь освободить и 25 июля окончательно оставить город. 27 июля 1941 года дивизия была выведена в резерв, где получила пополнение в 500 человек. 29 июля 1941 года дивизия заняла оборону на участке мыза Карину, Выхмута, на подступах к Тапа.
1 августа 1941 года дивизия вновь вступила в бои, прорвал оборону дивизии и окружил её. Бойцы дивизии выходили из окружения и сосредоточивались на северной окраине Ярва-Яани — Ялыпа, заняла оборону на перекрестке дорог Амбла, Койга, где ведёт бои с частями 254-й пехотной дивизии 3 и 4 августа 1941 года. Затем дивизия была переброшена на запад и заняла оборону по восточному берегу реки Ягала-Иыга.
К 7 августа 1941 года остатки дивизии в составе 10-го стрелкового корпуса были отрезаны от основных сил в районе Таллина — немецкие войска вышли к побережью Финского залива в районе Кунда. 8-9 августа дивизия участвует в контрударе из района Валкла с целью соединения с восточной группировкой армии, атакует немецкий 42-й армейский корпус со стороны Таллина. Несмотря на первоначальный некоторый успех — продвижение в полосе контрудара составило от 12 до 22 километров — остатки дивизии была вынуждена занять оборону на достигнутом рубеже.
С 19 августа 1941 года дивизия участвует в обороне Таллина, держит оборону на примыкающем к Финскому заливу побережью западнее Куусаалу. В обороне остатки дивизии артиллерийским огнём поддерживали канонерские лодки «Москва» и «Амгунь». С возобновлением немецкого наступления 5-й и 83-й полки были прижаты к Финскому заливу и отрезаны от Таллина в районе Коги, вместе со штабом дивизии, частично из окружения вышли в Таллин и на берег залива севернее Таллина. Во взаимодействии с частями Красной Армии части дивизии задержали противника, что позволило начать эвакуацию войск из Таллина. В боях на подступах к Таллину дивизия потеряла до 75 % состава.
В августе 1941 года решением Военного совета Краснознамённого Балтийского флота переформирована в 22-й стрелковый полк оперативных войск НКВД СССР (однако таковой отсутствует в Перечне), в соответствии же с Перечнем, управление дивизии переформировано в январе 1942 года в управление 4-й мотострелковой дивизии внутренних войск НКВД СССР. Наиболее вероятным представляется, что фактически в августе 1941 года дивизия была сведена в полк, однако официально переформирование не произошло.
В составе полка были: 5-й стрелковый батальон и 83-й батальон войск НКВД по охране железных дорог рота, позднее добавились рота 320-го стрелкового полка, рота 167-го стрелкового полка (из состава 16-й стрелковой дивизии), рота морской пехоты и 3-я, 4-я, 5-я погранкомедатуры из состава 6-го погранотряда.
28 августа остатки дивизии ведут бои в предместьях Таллина. Вечером того же дня остатки дивизии были выведены из боя и в ночь на 29 августа погружены на транспорты «Серп и Молот», «Казахстан», «Лака», «Люцерна» и некоторые другие, а документы штаба дивизии и часть начсостава — на пассажирский пароход «Верония».
Частично эвакуированный личный состав дивизии погиб при Таллинском переходе, частично достиг Кронштадта и был направлен в войска НКВД в Ленинграде. Управление дивизии 5 января 1942 переформировано в управление 4-й мотострелковой дивизии внутренних войск НКВД СССР.

## Полное название
22-я мотострелковая дивизия внутренних войск НКВД СССР

## Подчинение
| Дата       | Фронт (округ)                                                 | Армия     | Корпус (группа)        | Примечания |
| ---------- | ------------------------------------------------------------- | --------- | ---------------------- | ---------- |
| 23.06.1941 | Войска НКВД по охране войскового тыла Северо-Западного фронта | —         | —                      | —          |
| 01.07.1941 | Северо-Западный фронт                                         | 8-я армия | —                      | —          |
| 10.07.1941 | Северо-Западный фронт                                         | 8-я армия | 10-й стрелковый корпус | —          |
| 01.08.1941 | Северный фронт                                                | 8-я армия | —                      | —          |

После августа 1941 года по справочнику состава Советской армии не значится, из чего можно сделать вывод о том, что к сентябрю 1941 года дивизия (сведённая по-видимому в полк) возвращена в состав войск НКВД.

## Состав
- 5-й мотострелковый полк внутренних войск НКВД СССР (в действующей армии с 22.06.1941 по 20.08.1942, расформирован)
- 83-й полк войск НКВД по охране железных дорог (в действующей армии с 22.06.1941 по 01.09.1941, расформирован)
- Крансногвардейский полк народного ополчения (Рижский рабочий полк)
- 155-й отдельный батальон конвойных войск НКВД СССР 1-го формирования (в действующей армии с 22.06.1941 по 14.08.1941, переформирован в 253-й отдельный батальон конвойных войск НКВД СССР)
- Батарея противотанковых орудий
- Танковая рота (12 БТ-7, 4 Т-38)
- 320-й стрелковый полк (с 11.07.1941)

## Командиры
- Головко Андрей Сидорович, подполковник, с 23.06.1941 по 13.07.1941
- Буньков, Степан Михайлович, полковник, с 14.07.1941 по 09.09.1941